# Kendall Stephens
Kendall Stephens (Whittington, Australia, 11 de noviembre de 1994) es un baloncestista estadounidense que pertenece a la plantilla del South East Melbourne Phoenix de la National Basketball League (Australia). Con 2,01 metros de estatura, juega en la posición de escolta.

## Trayectoria deportiva
Stephens nació en Australia debido a que su padre, Everette Stephens, jugaba allí de manera profesional, aunque también lo hizo en la NBA, en los Pacers de Indiana y los Bucks de Milwaukee.
El jugador estudió en la Universidad de Purdue, donde jugaría durante una temporada en los Purdue Boilermakers, antes de cambiar a Nevada después de tres temporadas. Durante la temporada 2017/18 en los Nevada Wolf Pack, promedió 13 puntos (48,1% en tiros de dos, 42,4 % en triples y 93,8 % en libres) y 2 rebotes en 27,8 minutos a lo largo de 34 partidos.
En verano de 2018, tuvo la participación en la liga de verano de la NBA de Las Vegas con los Orlando Magic.
En agosto de 2018 firmó su primer contrato profesional con el Monbus Obradoiro de la liga ACB española. En su primera temporada como rookie, promedió 2.8 puntos, 1.6 rebotes y 1.3 asistencias en 5 partidos con Monbus Obradoiro.
En mayo de 2019, se compromete con South East Melbourne Phoenix de la National Basketball League (Australia).